# Persistent Identifier
Ein Persistent Identifier, kurz PID, ist ein digitaler Code, der die eindeutige Benennung einer Ressource, zum Beispiel eines Zeitschriftenartikels, ermöglicht. Der zugehörige PID-Code ist – insbesondere im Internet – dauerhaft wiedererkennbar und macht dadurch ein Objekt permanent identifizier- und auffindbar.
Prinzipiell ist es möglich, für jedes Objekt, das sich beschreiben lässt, einen Persistent Identifier festzulegen. Es können abstrakte Dinge, wie eine gemessene Strahlung oder eine Weltanschauung, oder aber konkrete Dinge, wie ein Buch oder Zeitschriftenartikel, sein. Des Weiteren werden durch PIDs Daten mit ihren Datenproduzenten oder mit auf ihnen beruhenden Ressourcen verknüpft. Dies bietet den Nutzern weitere Möglichkeiten zur Recherche und zu einem besseren Verständnis des Objekts.
Außerdem verhindern PIDs sogenannte tote Links, die durch Serverfehler oder auch durch Menschenhand entstehen können. Ein Beispiel für dieses Phänomen wäre eine Organisation, die ihre digitalen Objekte auf eine neue Website übertragen möchte oder ihre Internetseite reorganisiert. Gegebenenfalls verliert sie dabei das Interesse an Zeitschriftenartikeln oder anderen Objekten mit älterem Inhalt und überträgt diese nicht weiter. Wenn ein Nutzer nun versucht, diesen Artikel erneut aufzurufen, wird er zu einem toten Link weitergeleitet. Dies ist einerseits frustrierend für die Nutzer und andererseits auch ein Problem für wichtige wissenschaftliche Arbeit.
Hier können PIDs Abhilfe schaffen. Sie sorgen dafür, dass beschriebene und katalogisierte digitale Objekte ständig durch ihren spezifischen Code aufrufbar sind.
Aufgrund der oben aufgeführten Fähigkeiten des Persistent Identifier werden die spezifischen Identifikatoren hauptsächlich für die digitale Archivierung genutzt. Wichtig ist dafür aber die regelmäßige Pflege und Aktualisierung der Informationen, für welche die für das Objekt verantwortliche Organisation zuständig ist.
Der Aufbau sieht folgendermaßen aus:
1. Ein Code als spezifischer Identifikator für das Objekt z. B. Zeitschriftenartikel.
2. Ein Code für den Service, der die digitale Ressource oder das Objekt permanent aufrufen kann, z. B. die herausgebende Zeitschrift.[7]

Funktion:
1. Ein digitales Objekt erhält einen spezifischen Persistent Identifier.
2. Dieser wird in einem Verzeichnisdienst, Resolver genannt, gespeichert.
3. Zusätzliche Informationen, wie beispielsweise die Zugriffsadresse (URL) oder bestimmte Metadaten (Infos über Merkmale des Objekts) werden in den Resolver eingespeist.
4. Die Pflege und regelmäßige Aktualisierung der PIDs und weiterer Informationen sind von nun an notwendig.

Ein deutlicher Vorteil dabei ist, dass bei Veränderungen von Zugriffsadressen oder Metadaten die Persistent Identifier immer identisch erhalten bleiben und sich nach der erstmaligen Vergabe des spezifischen Codes nicht mehr verändern. Das Objekt bleibt also tatsächlich ständig und auch in Zukunft zu jeder Zeit unter diesem einzigartigen Persistent Identifier aufrufbar.

## Beispiele
Beispiele für Typen von PIDs sind:
- Digital Object Identifier (DOI)
- Uniform Resource Name (URN)
- Handle-System (hdl)
- ARIC
- Persistent Uniform Resource Locator (PURL)
- ORCID iD